# 2011 à la télévision
 (janvier 2022).
Si vous disposez d'ouvrages ou d'articles de référence ou si vous connaissez des sites web de qualité traitant du thème abordé ici, merci de compléter l'article en donnant les références utiles à sa vérifiabilité et en les liant à la section « Notes et références ».
| Années de la télévision : 2008 - 2009 - 2010 - 2011 - 2012 - 2013 - 2014    |
| Décennies de la télévision : 1980 - 1990 - 2000 - 2010 - 2020 - 2030 - 2040 |

Cet article présente les faits marquants de l'année 2011 à la télévision.

## Événements
- Europe : Concours Eurovision de la chanson 2011 les 10 (première demi-finale), 12 (seconde demi-finale) et 14 mai (finale) à Düsseldorf, en Allemagne.
- 29 avril : Mariage du prince William d'Angleterre avec Catherine Middleton, diffusé en mondovision.
- 17 mai: Canal+ rachete les chaines de television du groupe TPS.
- 29 juin : Libération de Hervé Ghesquière et Stéphane Taponier retenus en otage 547 jours (1 an, 6 mois et 30 jours) en Afghanistan par le groupe Al-Qaïda.
- 31 août : Arrêt de la télévision analogique terrestre au Canada.
- 29 novembre : Arrêt de la télévision analogique en France (remplacée par la TNT).

## Émissions

### Jeux et divertissements
- 12 février : Lancement de la première saison de la version française de Dancing with the Stars, Danse avec les stars présentée par Sandrine Quétier et Vincent Cerutti.
- 7 mai : Première de Pouch' le bouton (adapté de Push the Button) présenté par Vincent Lagaf.
- 1 août : Première de Money Drop (adapté de Million Dollar Money Drop) présentée par Laurence Boccolini.
- 2 juillet : Début de la 22e saison de Fort Boyard présenté par Olivier Minne

### Jeunesse
- 17 mai : La chaîne Piwi devient Piwi+.
- 24 juin : Arrêt des émissions jeunesse Ludo Zouzous sur France 5 et Ludo sur France 4.
- 25 juin : Première diffusion de Zouzous, désormais « marque jeunesse » de France 5.

### Télé-réalité
- 15 mars : X Factor 2 sur M615 mars.
- 20 avril : Pékin Express : La Route des grands fauves sur M6.
- 18 mars : Carré ViiiP sur TF1, déprogrammée après 13 jours de diffusion en raison des mauvaises audiences.
- 1er avril : Familles d'explorateurs sur TF1, écourtée faute d'audience.
- 18 avril : MasterChef 2 sur TF1.
- 9 septembre : Secret Story 5 sur TF1.
- 24 septembre : Koh-Lanta 11 Raja Ampat sur TF1.
- Sing-Off 100 % Vocal sur France 2.

## Séries télévisées
- 8 janvier : Diffusion de la saison Dollhouse sur M6.
- 23 avril : Diffusion de la 1re saison de Hawaii 5-0 sur M6.
- 15 janvier : Diffusion de la saison 2 de NCIS : Los Angeles sur M6.
- 8 janvier :  Diffusion de la 1re saison de Vampire Diaries sur TF1.
- 1er décembre : Diffusion de la saison 2 Pretty Little Liars sur Orange Cinéhappy et sur June.
- Diffusion de la saison 8 de NCIS : Enquêtes spéciales sur M6.
- Diffusion de la saisonStargate Universe à partir du 11 février sur NRJ 12.
- Diffusion de la saison 5 de Doctor Who sur France 4.
- Diffusion de la 1re saison 29Glee 29 mars 2011 sur W9.
- Diffusion de la saison 3 de Star Wars: The Clone Wars à partir de 2 avril sur W9.
- Diffusion de la saison 7 de Desperate Housewives sur Canal+.
- Diffusion de la saison 6 de Dr House sur TF1.
- Diffusion de la saison 2 de Hard sur Canal+.
- Fin de diffusion de la shortcom Nerdz, sur la chaîne Nolife.
- Diffusion de la première saison de Game of Thrones à partir du 5 juin sur OCS Choc.
- Diffusion de la 1re saison Hellcats à partir du 1er septembre sur June.
- Diffusion de la saison 3 de Sons of Anarchy sur M6.

- Diffusion de la saison 2 de Drop Dead Diva sur Téva
- Diffusion de la saison 1 de teen wolf sur MTV

- Diffusion de la saison 4 de Supernatural sur M6.
- 13 mai : Fin de la série Smallville sur The CW.
- 14 janvier : Diffusion de la 1er saison Ninjago sur Ludo

## Décès
- 1er janvier : Albert Raisner, harmoniciste, animateur de télévision et producteur de télévision et de radio français (° 30 septembre 1934).
- 12 janvier : Paul Picerni, acteur américain (° 1er décembre 1922).
- 16 janvier : Joseph Poli, journaliste français (° 14 avril 1922).
- 20 janvier : Bruce Gordon, acteur américain (° 1er février 1916).
- 28 février : Annie Girardot, actrice française (° 25 octobre 1931).
- 20 mars : Maître Capello, linguiste français (° 19 décembre 1922).
- 3 avril : Joseph Pasteur, journaliste et présentateur de télévision français (° 17 octobre 1921).
- 19 avril : Elisabeth Sladen, actrice britannique (° 1er février 1946).
- 24 avril : Marie-France Pisier, actrice française (° 10 mai 1944).
- 3 juin : James Arness, acteur et producteur américain (° 26 mai 1923).
- 19 juin : Don Diamond, acteur américain (° 4 juin 1921).
- 20 juin : Ryan Dunn acteur et cascadeur américain (° 11 juin 1977).
- 9 juillet : Michel Fortin, acteur français (° 9 juillet 1937).
- 9 août : François-Xavier Leuridan (alias FX, candidat de Secret Story 3)[1] (° 1er janvier 1989).[Qui ?]
- 22 août : Sofiène Chaâri acteur, humoriste et animateur de télévision tunisien (° 31 juillet 1962).
- Jack Layton[réf. nécessaire] ???
- 21 septembre : Paulette Dubost, actrice française (° 8 octobre 1910).
- 12 octobre : Patricia Breslin, actrice américaine (° 17 mars 1931).
- 17 novembre : Pierre Dumayet, journaliste, scénariste et producteur français (° 24 février 1923).